# South Dakota
South Dakota er en amerikansk delstat. Delstatens hovedstad er Pierre, mens den største by hedder Sioux Falls. Delstaten har omkring 886.667(2020) indbyggere. 
South Dakota blev optaget som USA's 40. delstat den 2. november 1889.

## Historie
Der har været menneskelige bosættelser i det nuværende South Dakota i flere tusinde år. De første folk jagede storvildt som mammutter og kæmpebisoner med spyd kastet med et kastetræ. :4  De tidligst dokumenterede indianer-byer stammer fra omkring år 1000 og lå på bredderne af Missouri River, især omkring The Big Bend. Byen Sommers Site (39ST56) lå vest for floden, og det meste af den var beskyttet mod ukendte fjender af en forsvarsgrøft.:168  En senere østside-by, Crow Creek (39BF11), var scene for en massakre på mindst 486 byboere:120  omkring 1325-1350.:75  South Dakotas største forhistoriske by, muligvis grundlagt af arikaraer,:188  er Sully (39SL4) med spor efter knap 200 jordhytter.:185 
Kiowaerne har en tradition om en tidlig tilknytning til områder i South Dakota.:xxvi  Omahaerne hævder at have bygget en by ved White River, før de slog sig ned i Nebraska.:85  Franske og andre europæiske opdagelsesrejsende mødte i 1700-tallet en række lokale folkeslag eller hørte om dem, inkl.arikara:30  og arapahoe.:15  Cheyennerne holdt en tid til omkring grænsen mellem South – og North Dakota under deres vandring længere ind på prærien.:267  Tidligt i 1800-tallet var sioux, (dakota, lakota og nakota blevet de dominerende stammer. Pawnee-stammen gjorde krav på en stump land i det sydligste South Dakota i 1857,:211  og ”cold poncaerne” var indfødte amerikanere med hjemsted i South Dakota, indtil en lille del af grænsen mellem South Dakota og Nebraska blev ændret i 1890.:Map 6 
I 1743 gjorde to af pelsopkøberen La Vérendryes sønner krav på regionen som en del af Ny Frankrig. I 1803 købte USA Louisiana-territoriet af Napoleon. Præsident Thomas Jefferson sammensatte en gruppe, som kaldtes Opdagelseskorpset, anført af Meriwether Lewis og William Clark (normalt kaldet Lewis og Clark-ekspeditionen) med henblik på at udforske den nyerhvervede region. I 1817 blev en pelshandelspost, Fort Teton,:216  oprettet i det nuværende Fort Pierre, hvilket var begyndelsen på amerikanske bosættelser i området.
USA udkæmpede sin første indfødte amerikanere krig vest for Missouri River i 1823, da hæren og op mod 700 siouxer i fællesskab angreb arikaraernes to byer ved Grand River.:54  To år senere indgik Atkinson-O'Fallon-ekspeditionen traktater om fred og samhandel med de indfødte amerikanere langs Missouri River.:56 
Lakotaerne gik ind på Fort Laramie traktaten (1851) og fik traktat på det meste af South Dakota vest for Missouri River. I strid med traktatens fredsaftale massakrede lakotaer under oglala-høvding Red Cloud en flyttende lejr arapahoer i nærheden af Eagle Nest Hills ved det øvre løb af Grand River omkring 1858.:136-140 
Først Joseph Niccolet, :90  dernæst Hayden:136  og siden Warren gennemførte opdagelsesrejser eller kortlagde områder i South Dakota fra 1839 og fremefter. I 1855 købte USA's hær Fort Pierre Chouteau, der blev omskabt til det første permanente militærfort i South Dakota.:8  Det blev forladt det efterfølgende år til fordel for Fort Randall længere mod syd.:9  Militærstationen Fort Sully blev bygget i 1863 og siden kom bl.a.Fort Wadsworth (1864),:11  Fort Bennett (1870) og i 1878 Fort Meade.:13  Bosættelserne tog i denne tid til og i 1858 overgav stammen yankton sioux ved en traktat det meste af det nuværende østlige South Dakota til USA.
Spekulanter grundlagde to af det østlige South Dakotas største nuværende byer, Sioux Falls i 1856 og Yankton i 1859. I 1861 blev Dakota Territoriet anerkendt af USA's regering, og dette område omfattede oprindeligt North Dakota, South Dakota og dele af Montana og Wyoming.
Efter at lakotaer fra Det store sioux-reservat dræbte 69 pawnees i det sydligste Nebraska i 1873, prøvede hæren at følge deres bevægelser og holde dem i reservatet.:129  Samtidig overvejede USA at indlede militære operationer mod lakotaer med lejre i Montana,:145  som angreb amerikanere i amerikansk territorium nord for Yellowstone River:36 og 40  og som også jævnligt invaderede dalene langs Bighorn – og Little Bighorn River i crow-reservatet.:107 
Bosættere fra Skandinavien, Tyskland, Irland, Rusland såvel som fra andre dele af Europa samt fra det østlige USA strømmede til, især efter færdiggørelsen af den østlige togforbindelse til hovedstaden Yankton i 1872 og fundet af guld i Black Hills i 1874 under en militær ekspedition, anført af George Armstrong Custer. Denne ekspedition fandt sted selv om den vestlige del af det nuværende South Dakota var blevet overgivet til sioux-stammen ved Fort Laramie-traktaten i 1868. Sioux-stammen afviste at tildele minerettigheder eller jord i Black Hills, og krig brød ud efter at det ikke lykkedes USA at forhindre minearbejdere og bosættere i at trænge ind i regionen. USA’s krigserklæring var dog rettet mod de lakotaer, der ikke opholdt sig i sioux-reservatet, og de vigtigste kampe mellem hæren og lakotaerne i 1876 og 1877 stod langt fra Black Hills og udenfor South Dakotas grænser.:408  Siouxerne blev til sidst overvundet og genbosat i reservater i South Dakota og North Dakota.
Dakota-territoriet var sparsomt befolket indtil slutningen af 1800-tallet, da jernbanerne blev anlagt gennem regionen. Det øgede befolkningstal i territoriet gjorde, at det blev delt i to delstater, North Dakota og South Dakota i 1889 under Grover Cleveland.
Den 29. december 1890 fandt Massakren ved Wounded Knee sted i indianerreservatet Pine Ridge, og den citeres som den sidste væbnede konflikt mellem USA og sioux-stammen. Den medførte 300 dræbte blandt siouxerne og 25 dræbte blandt soldater fra USA.
I 1930'erne resulterede økonomiske og klimatiske forhold i katastrofale følger for South Dakota. En mangel på nedbør, ekstremt høje temperaturer og overdyrkning af landbrugsland førte til tørke og støvstorme i South Dakota og andre stater. Oplevelserne med støvstorme, banklukninger og effekterne af Depressionen førte til, at mange forlod delstaten. Befolkningstallet faldt med 7% mellem 1930 og 1940. Økonomisk stabilitet vendte tilbage med USA's indtræden i 2. verdenskrig i 1941, eftersom efterspørgslen efter delstatens landbrugs- og industriprodukter steg.
I løbet af de seneste årtier er South Dakota ændret fra en landbrugsstat til en delstat med en mere diversificeret økonomi. Turismesektoren er vokset betydeligt efter færdiggørelsen af motorvejssystemet i 1960'erne, især i Black Hills-området. Finanssektoren er også vokset i delstaten. Selv om staten nu oplever stigende befolkningstal, finder der en betydelig befolkningsvandring fra til land til by sted.

## Politik
Politikken i South Dakota domineres generelt af Republikanerne og delstaten har ikke støttet en Demokratisk præsidentkandidat siden 1964 — hvilket er bemærkelsesværdigt eftersom George McGovern, den Demokratiske kandidat i 1972, var fra South Dakota. I 2004 vandt George W. Bush delstatens tre valgmandsstemmer med 59,9% af stemmerne. Demokraterne har heller ikke vundet guvernørposten siden 1978. I 2006 havde Republikanerne 10% flere registrerede vælgere end Demokraterne og har flertallet i de to kamre i delstatens parlament.
Selv om delstaten er konservativt og republikansk orienteret, har Demokraterne opnået succes ved repræsentation på føderalt niveau. To af tre delstatsrepræsentanter i USA's kongres er Demokrater.
Den nuværende guvernør i South Dakota er Kristi Noem.

## Geografi
South Dakota grænser mod nord til North Dakota, mod syd til Nebraska, mod øst til Iowa og Minnesota, og mod vest til Wyoming og Montana.
Missouri-floden løber gennem den centrale del af South Dakota. Øst for floden er der lave bakker og søer, formet af gletsjere. Mod vest er der dybe kløfter og bakkede stepper.
South Dakota har fire større regioner: Drift Prairie, Dissected Till Plains, Great Plains og Black Hills.
Drift Prairie dækker det meste af det østlige South Dakota, og området kaldtes Coteau des Prairies (Præriebakkerne) af tidlige franske handelsmænd. Dissected Till Plains ligger i den sydøstlige del af South Dakota. Dette bakkede område gennemskæres af mange vandløb.
Great Plains dækker det meste af de vestlige to tredjedele af South Dakota. Vest for Missouri-floden er landskabet mere vildt. Mod syd, øst for Black Hills, ligger Badlands National Park.
Black Hills ligger i den sydvestlige del af South Dakota og fortsætter ind i Wyoming. Denne række af lave bjerge dækker et areal på 15.500 km², og det højeste punkt i South Dakota, Harney Peak (2.207 m), ligger i området. Black Hills er rigt på mineraler som guld, sølv, kobber og bly.
Missouri-floden er den største og længste flod i delstaten. South Dakota har mange naturlige søer, især i den østlige del af delstaten, og dæmninger på Missouri-floden har dannet fire store vandreservoirer.

### Klima
South Dakota har et fastlandsklima med fire forskellige årstider fra meget kolde vintre til hede somre. Om sommeren er den gennemsnitligt højeste temperatur tæt på 32 °C med nætter med tæt på 16 °C. Det er ikke unormalt at opleve hede perioder om sommeren i South Dakota med temperaturer over 37 °C. Vintrene er kolde med gennemsnitligt højeste temperaturer i januar under – 12 °C i det meste af delstaten. Nedbøren i delstaten varierer mellem 38 cm i den nordvestlige del til 64 cm i den sydøstlige del.

### Nationalparker og monumenter
South Dakota har et antal steder, som er beskyttet af National Park Service. Der er to nationalparker i South Dakota, som begge ligger i den sydvestlige del af delstaten. Badlands National Park blev dannet i 1978, og har et stærkt eroderet landskab omkranset af græsarealer i halvørken. Wind Cave National Park, grundlagt i 1903 i Black Hills, har et stort netværk af huler såvel som en stor hjord af amerikansk bison. Mount Rushmore National Memorial i Black Hills dannedes i 1925, og har en skulptur af fire af USA's præsidenter udskåret i et bjerg.

### Større byer
De 7 største byer i South Dakota var i 2006: 
- Sioux Falls (142.396)
- Rapid City (62.715)
- Aberdeen (24.071)
- Watertown (20.526)
- Brookings (18.802)
- Mitchell (14.857)
- Pierre (14.095)

## Økonomi
South Dakotas bruttodelstatprodukt var 29,4 mia. USD i 2004. Den gennemsnitlige indkomst var 26.894 USD i 2004, den 37. højeste i USA og 13% under det nationale gennemsnit. 13,2% af befolkningen lever under fattigdomsgrænsen.
Landbrug har historisk set været en central del af delstatens økonomi. Selv om andre industrier er vokset hurtigt i de senere årtier, er landbrug stadig meget vigtig for økonomien, især i landområderne. Vigtige produkter fra South Dakota er bl.a. oksekød, hvede, majs, svin, uld, sojabønner, havre, lammekød, alfalfa, solsikker og fjerkræ. Landbrugsrelaterede industrier som kødpakning og produktion af ætanol har også en vigtig betydning. South Dakota er en af de fem største fremstillere af ætanol i USA.
En anden vigtig sektor i South Dakotas økonomi er turisme. Mange rejser for at opleve delstatens seværdigheder, især til Black Hills, Deadwood, Mt. Rushmore og nationalparkerne. I 2006 beskæftigede turisme 33.000 mennesker i delstaten og bidrog med 2 mia. USD til økonomien.

## Demografi
I 2005 var den anslåede befolkning på 775.933, hvilket var en stigning på 2,8% siden 2000. De fem største ophavsgrupper i South Dakota er: Tysk-amerikanere (40,7%), norsk-amerikanere (15,3%), irsk-amerikanere (10,4%), oprindelige amerikanere (8,3%) og britisk-amerikanere (7,1%). Tysk-amerikanere er den største ophavsgruppe de fleste steder i delstaten, selv om der også er store skandinaviske befolkningsgrupper i et antal amter. South Dakota har den fjerdehøjeste andel af oprindelige amerikanere efter Alaska, Oklahoma og New Mexico.

## Kendte personer
- Crazy Horse
- Thomas Daschle
- George McGovern
- Sitting Bull
- Tom Brokaw

### Religion
Ifølge en undersøgelse fra 2001, beskrev 86% af indbyggerne i South Dakota sig som medlemmer af en kristen menighed, mens 8% sagde, at de ikke var religiøse, og 3% bekendte sig til en ikke-kristen religion. Det største kristne tilhørsforhold var lutheranere (27%), fulgt af katolikker (25%). Andre kristne tilhørsforhold var metodister (13%), baptister (4%), presbytarianere (4%) og pinsekirken (2%).

## Ekstern henvisning
- Delstaten South Dakotas officielle hjemmeside Arkiveret 26. juli 2007 hos  Wayback Machine (engelsk)

44°30′N 100°00′V / 44.5°N 100°V.